# Ome Cor heb een drilboor
Ome Cor heb een drilboor is een single van André van Duin.
De single leidde voor Van Duin tot een flop op het gebied van carnavalskrakers. Het plaatje kwam niet verder dan de tipparade van de Nederlandse Top 40. In de Single top 100 verbleef het vijf weken, met als hoogste positie plaats 30. In België haalde het de hitparades niet. Ome Cor boort overal gaten en alles gaat kapot, de Noord-Zuidlijn in Amsterdam wordt ook even aangehaald.